# Arturo Di Modica
Arturo Di Modica (Vittoria, 1941. január 26. – Vittoria, 2021. február 19.) olasz-amerikai szobrászművész. Legismertebb munkája a Manhattanban álló Charging Bull, valamint a Sanghajban álló Bund Bull. Mind a két alkotás több tonnás bikaszobor.

## Életpályája
Arturo egy szicíliai kereskedőcsaládba született, Vittoria városában. A szobrászatot egy magánstúdióban tanulta, majd amikor 1960-ban családjával Firenzébe költözött, tovább tökéletesítette tudását és idővel egy saját stúdiót nyitott. 1973-ban indult New Yorkba szerencsét próbálni.